# Noyers-sur-Jabron
Noyers-sur-Jabron ist eine französische Gemeinde mit 527 Einwohnern (Stand 1. Januar 2022) im Département  Alpes-de-Haute-Provence in der Region Provence-Alpes-Côte d’Azur. Sie gehört zum Kanton Sisteron im Arrondissement Forcalquier. Die Bewohner nennen sich die Nucetois. 

## Geografie
Durch Noyers-sur-Jabron fließt der Jabron. Die angrenzenden Gemeinden sind
- Éourres und Ribiers im Norden,
- Bevons und Valbelle im Osten,
- Cruis und Saint-Étienne-les-Orgues im Süden,
- Saint-Vincent-sur-Jabron im Westen.

451 Hektar der Gemeindegemarkung sind bewaldet. Zu dieser gehören neben der Hauptsiedlung an der Départementsstraße D946 auch die Streusiedlungen Lés Berauds, Le Chènebotte, Le Couvent, Le Durban, La Font des Vious, La Grotte, Lauche, Les Peyrouries, Saint-Martin, Serre Marie, Le Vieux Noyers und La Bastie.

## Bevölkerungsentwicklung
| Jahr      | 1962 | 1968 | 1975 | 1982 | 1990 | 1999 | 2008 | 2012 |
| --------- | ---- | ---- | ---- | ---- | ---- | ---- | ---- | ---- |
| Einwohner | 236  | 252  | 232  | 240  | 291  | 337  | 398  | 471  |

## Sehenswürdigkeiten
- Kirche Notre-Dame-de-Bethléem in Vieux-Noyers, ein Monument historique

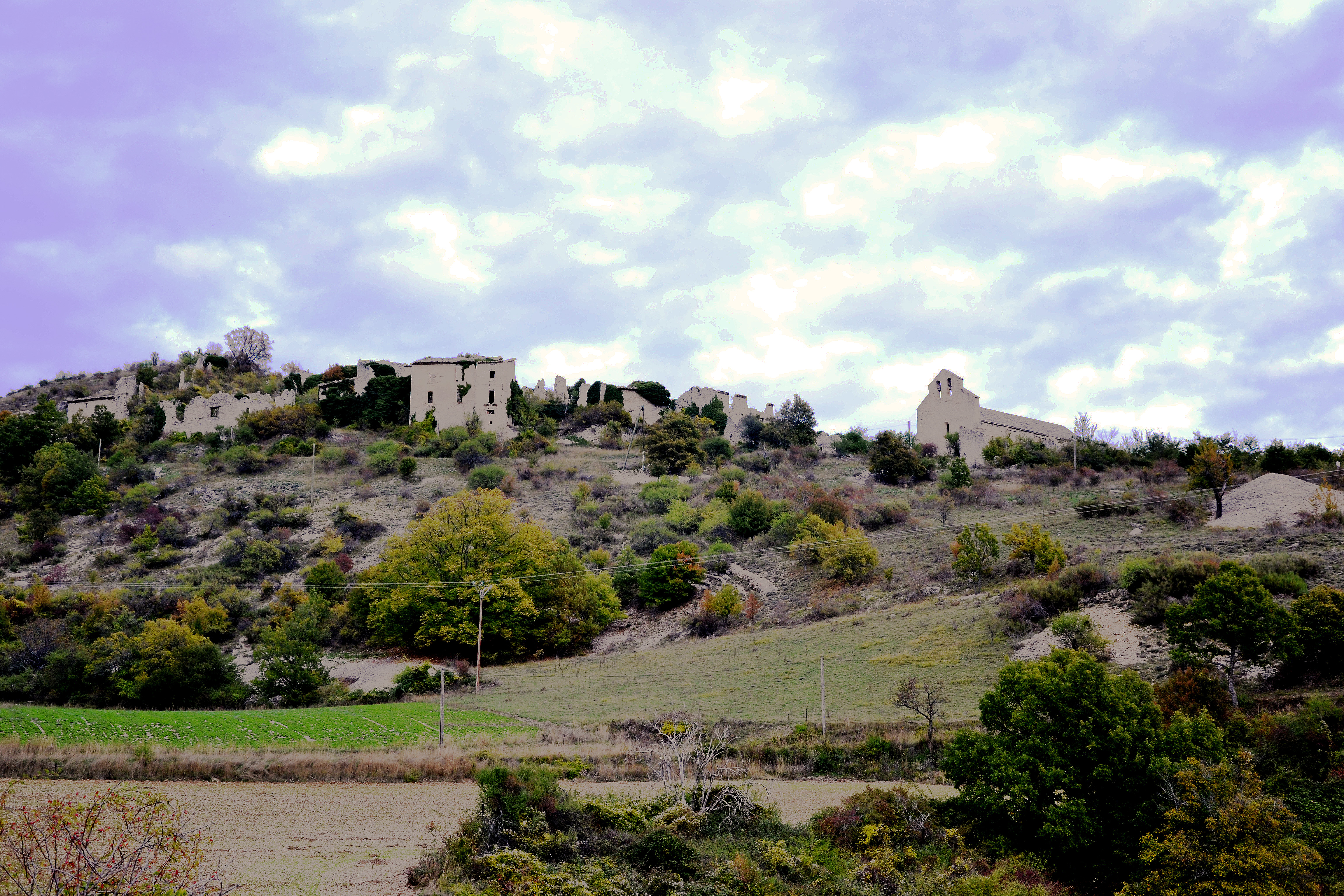
Vieux-Noyers
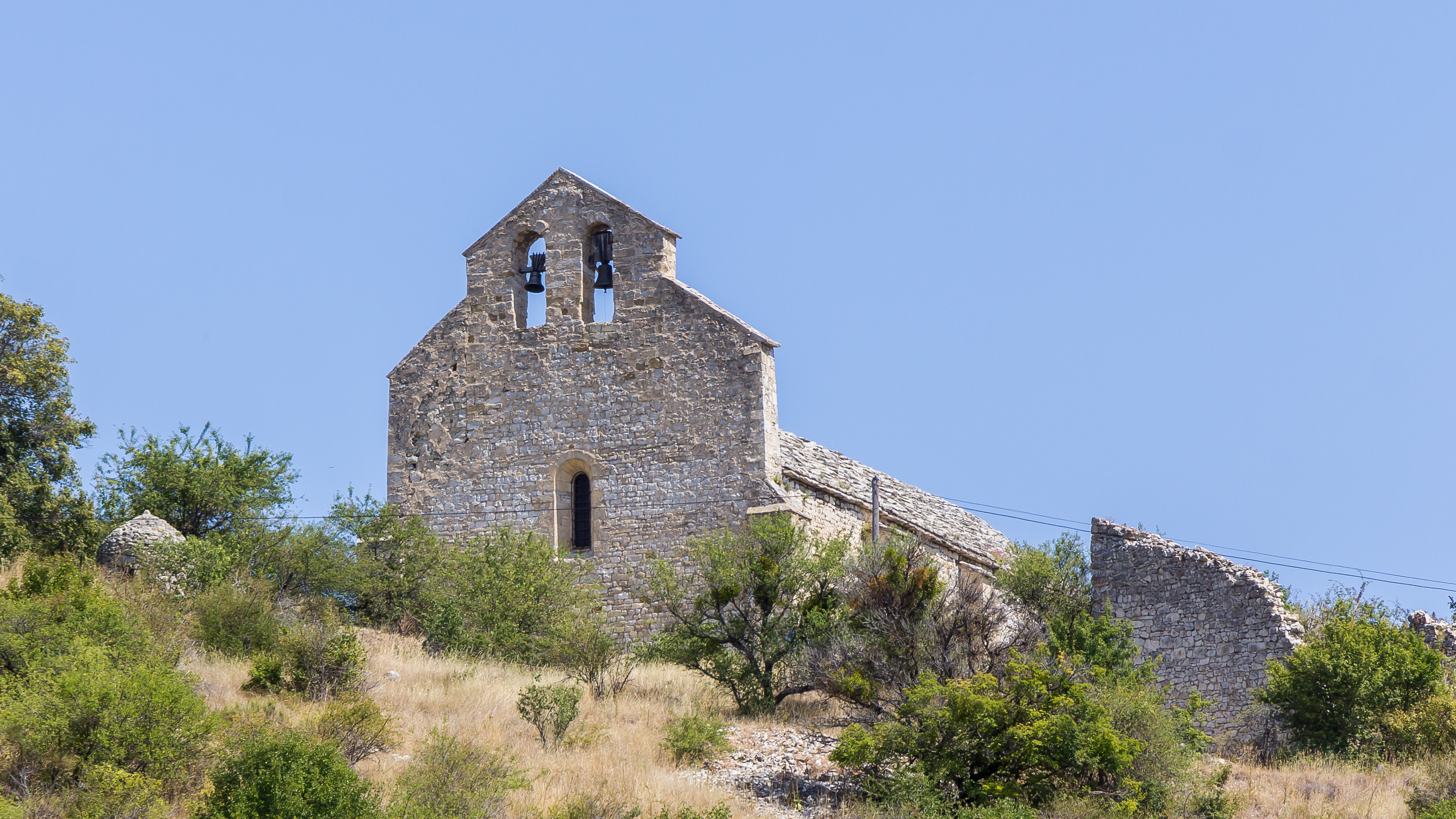
Kirche Notre-Dame-de-Bethléem in Vieux-Noyers
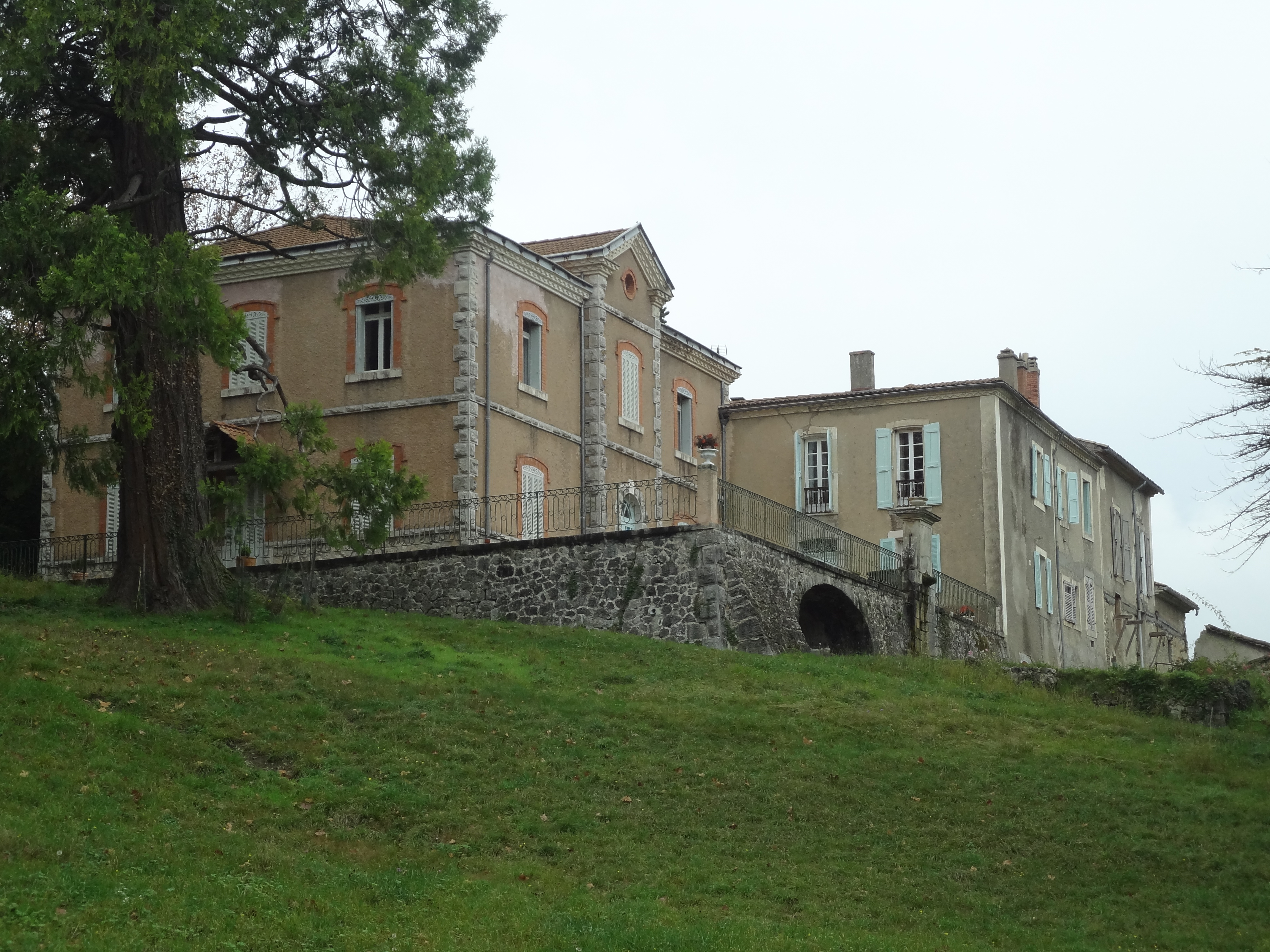
Château de Périvoye